# Zé Pedro
José Pedro Amaro dos Santos Reis ComM • ComL, conhecido como Zé Pedro (Lisboa, 14 de setembro de 1956 – Lisboa, 30 de novembro de 2017), foi um compositor, músico português, guitarrista e fundador da banda de rock portuguesa Xutos & Pontapés.

## Biografia

### Vida pessoal
Filho de um militar, José Pedro Amaro dos Santos Reis, de seu nome completo, nasceu na noite do dia 14 de setembro de 1956, na ala do exército do Hospital Militar da Estrela, em Lisboa. Partiu ainda muito novo para Timor-Leste, onde o pai estava destacado.
Aos seis anos, regressou a Lisboa, cresceu no bairro dos Olivais onde mais tarde fundaria a banda Xutos & Pontapés.
Chegou a ser consumidor de drogas. Assumia abertamente esse facto e orgulhava-se de estar completamente recuperado. Teve hepatite C, desde 2001, doença que quase lhe custou a vida e o obrigou a um transplante de fígado em 2011.
A 19 de janeiro de 2013, casou com Cristina Avides Moreira.

### Carreira
Aos 22 anos, fundou os Xutos & Pontapés após colocar um anúncio no jornal: "Baterista e baixista precisam-se para grupo punk". O músico era conhecido pela sua enorme alegria em cima do palco e fora dele.
Apesar de ser o guitarrista ritmo da banda, é considerado um ícone para o rock português, e foi compositor de alguns clássicos dos Xutos como Submissão (onde participa como vocalista) e Não Sou o Único.
Em meados dos anos 90, durante uma pausa do grupo, participou em conjunto com o colega de banda, Kalú, na banda de Jorge Palma, Palma’s Gang.
Colaborou com a Antena 3, onde apresentou com Henrique Amaro o programa MúsicaAvariada.
Em 2004, teve uma participação especial no filme Sorte Nula, de Fernando Fragata, onde interpretava um recluso evadido. Foi a sua banda, Xutos & Pontapés, que fez a banda sonora desse mesmo filme.
Com Alexandre Soares, Gui, Pedro Gonçalves, Jorge Coelho e Fred Ferreira gravou uma versão de "Call Up" dos The Clash.
Foi também DJ e teve uma rubrica na rádio Radar, intitulada Rock n' Roll.
Em 2011, formou o supergrupo Ladrões do Tempo, com Tó Trips (Dead Combo), Pedro Gonçalves (Dead Combo), Samuel Palitos (ex-Censurados) e Paulo Franco (Os Dias De Raiva e Dapunksportif). Esta banda iria surgir com o tema "Mora Na Filosofia" no álbum Convidado:Zé Pedro, editado em 2011.

### Morte
Faleceu no dia 30 de novembro de 2017, aos 61 anos de idade, em sua casa, vítima de doença prolongada de carácter hepático.

## Honrarias

### Condecorações
A 9 de junho de 2004, foi agraciado com o grau de Comendador da Ordem do Mérito pelo então Presidente da República Portuguesa, Jorge Sampaio. A 27 de setembro de 2024, foi agraciado, a título póstumo, com o grau de Comendador da Ordem da Liberdade.

### Reconhecimento e homenagens

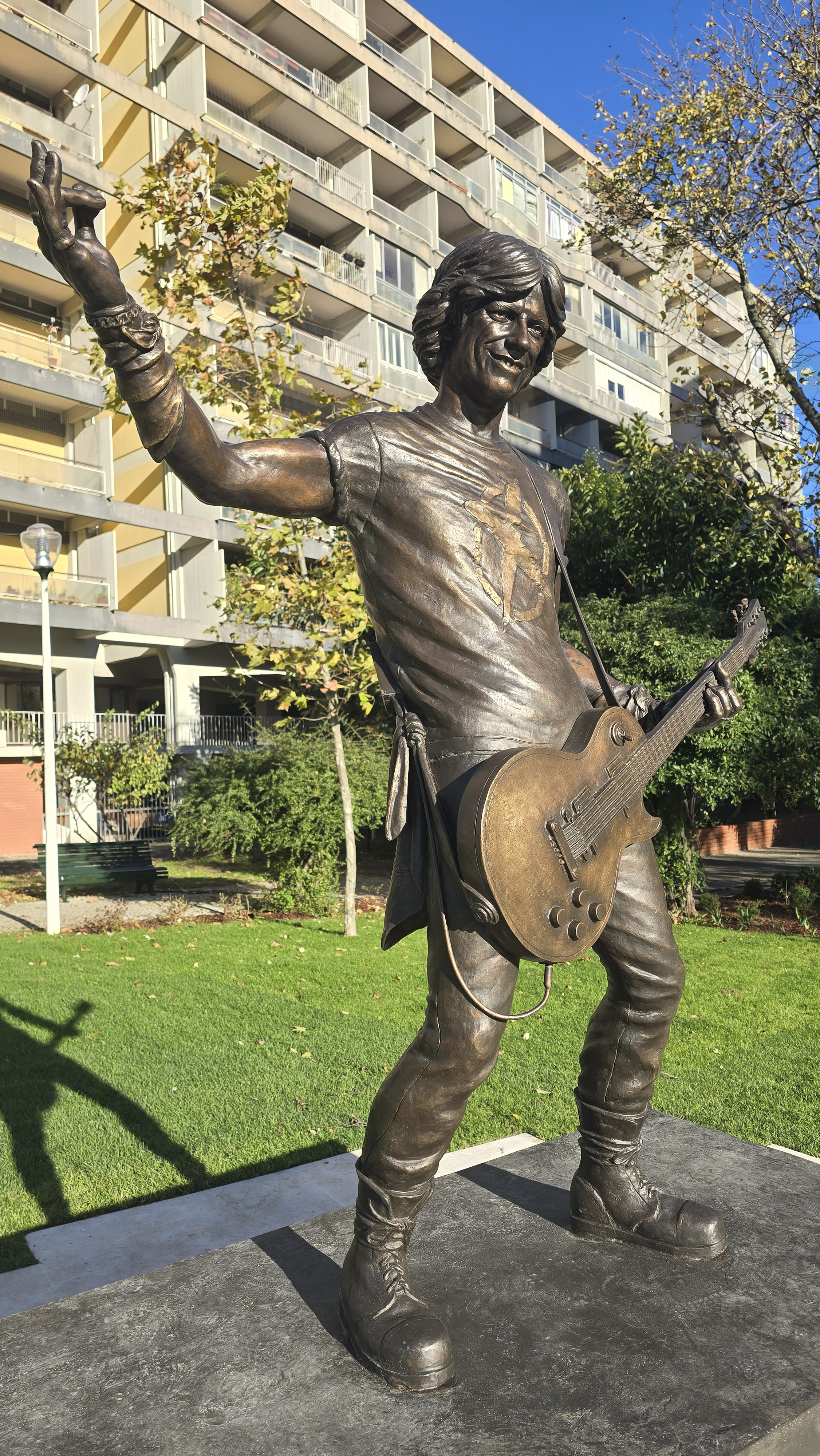
Estátua em Jardim Zé Pedro

Aquando da sua morte, a Assembleia da República Portuguesa, aprovou por unanimidade um voto de pesar, com uma ovação de pé.
A Câmara Municipal de Almada colocou o seu nome da toponímia da cidade.
Por sua vez, a TAP Air Portugal, companhia aérea de bandeira portuguesa, nomeou de Zé Pedro um avião Airbus A321neo, em sua homenagem.
O documentário Zé Pedro Rock’n’Roll, realizado por Diogo Varela Silva, ganhou o Prémio de Melhor Documentário na edição de 2019 do Doclisboa e o de Melhor Documentário Internacional no LA Punk Film Festival (Los Angeles, EUA).
A 30 de novembro de 2024, por ocasião do sétimo aniversário da sua morte, foi inaugurado o Jardim Zé Pedro, com uma estátua de Zé Pedro, da autoria do escultor Pedro Barbosa, nos Olivais, em Lisboa, bairro onde o artista cresceu.

## Ligações Externas
- Homenagem do Parlamento Português a Zé Pedro dos Xutos & Pontapés (2017)
- Record - Metalica homenageiam Zé Pedro com A Minha Casinha (2018)

- Blitz - Entrevista a Zé Pedro em 2016: “O amor é a coisa mais importante da vida”
- RTP Palco | Documentário: Zé Pedro Rock n´Roll
- Público| Ultimo concerto do Zé Pedro com os Xutos e Pontapés em relatado pelos fãs (2017)
- Tema Xutos&Pontapés - Não sou o único
- Versão do tema Call Up dos Clash por Zé Pedro, Alexandre Soares, Gui, Pedro Gonçalves, Jorge Coelho e Fred